# Kazimierz Kapitańczyk
Kazimierz Kapitańczyk (ur. 3 grudnia 1905 w Lesznie, zm. 5 marca 1970) – chemik, profesor.

## Życiorys
W latach 1913–1919 uczęszczał do Miejskiej Szkoły Wydziałowej w Poznaniu, a w 1919-1925 do Gimnazjum Matematyczno-Przyrodniczego im. Gotthilfa Bergera. Następnie studiował na Wydziale Matematyczno-Przyrodniczym Uniwersytetu Poznańskiego (1925-1929). W tym czasie zachorował na płuca i dyplom magistra filozofii w zakresie chemii uzyskał dopiero w 1931. W 1934 pod kierunkiem Alfonsa Krausego wykonał pracę doktorską.
Podczas II wojny światowej pracował jako chemik w cukrowni w Kościanie, a pod koniec wojny jako magazynier w fabryce sztucznego jedwabiu w Chodakowie. Zajmował się także tajnym nauczaniem.
Po wojnie powrócił do pracy w Poznaniu. W 1956 został docentem etatowym, w 1959 - profesorem nadzwyczajnym, a w 1966 profesorem zwyczajnym. W latach 1964–1969 prorektor do spraw nauki Politechniki Poznańskiej.
Był współtwórcą Towarzystwa Miłośników Miasta Poznania. Przyczynił się do przekształcenia Szkoły Inżynierskiej w Politechnikę Poznańską. Został pochowany na Cmentarzu Junikowskim w Poznaniu (pole 8-2-8-19).

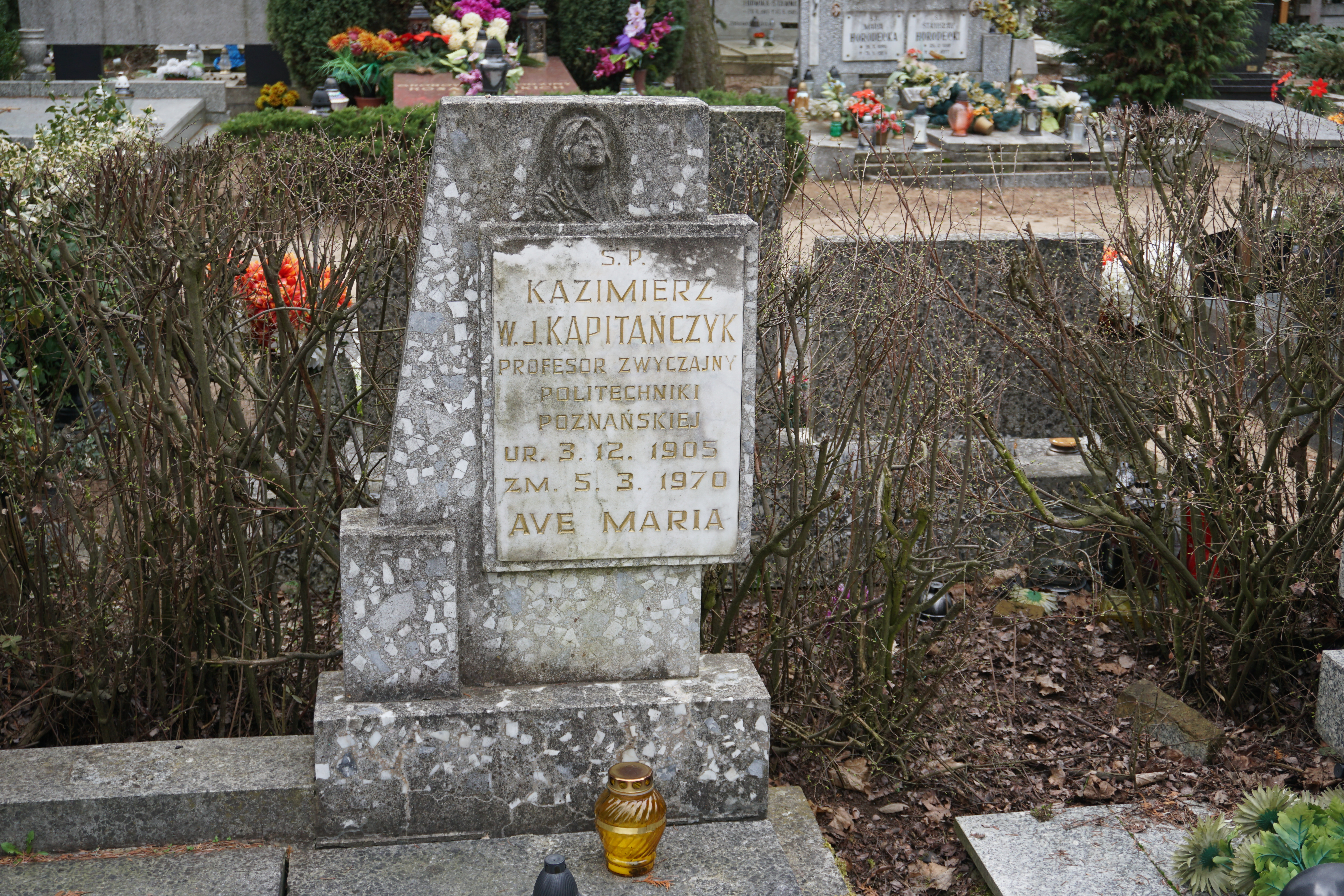
Grób prof. Kazimierza Kapitańczyka na Cmentarzu Junikowskim

## Praca naukowa
- 80 publikacji i rozpraw naukowych
- 5 skryptów dydaktycznych
- ok. 50 artykułów popularnonaukowych

## Odznaczenia i nagrody
- Złoty Krzyż Zasługi
- Krzyż Oficerski Orderu Odrodzenia Polski
- Medal 10-lecia Polski Ludowej
- Odznaka Honorowa Miasta Poznania